# Paulus Kyr
Paulus Kyr (* um 1510 in Kronstadt; † Juni 1588 in Weißenburg) war ein siebenbürgischer Mediziner und Stadtarzt von Kronstadt.

## Leben

Paulus Kyr, Sanitatis studium...

Kyr lebte und wirkte in Kronstadt. Es war seinerzeit die größte und wirtschaftlich stärkste Stadt Siebenbürgens, um die Zeit als Ungarn nach der verlorenen Schlacht bei Mohács gegen das Osmanische Reich in drei Teile zerschlagen wurde. In Siebenbürgen, das als autonomes Fürstentum unter türkischer Hoheit eine Pufferzone zwischen den Großmächten Habsburgerreich und Osmanisches Reich bildete, besaßen insbesondere die siebenbürgisch-sächsischen Städte eine gut entwickelte städtische Infrastruktur. Es gab öffentliche Bäder, Hospitale, Hebammen, Kräuterfrauen, Bader, Barbier-Chirurgen sowie Ärzte und Apotheker.
Die biographischen Daten über Paulus Kyr sind spärlich. Es ist bekannt, dass er um 1510 als Sohn des Patriziers Georg Ambrosius Kyr (auch als Kyrr, Chyrrer und Kirres überliefert) geboren wurde. Über seine Kindheit und Jugend in dem damals noch katholischen Kronstadt – die Reformation durch Johannes Honterus erfolgte bis 1543 – sind keine Überlieferungen bekannt. Auch über seine anfänglichen Studienjahre im Ausland ist wenig bekannt. Man kann annehmen, dass er bereits vor dem Jahr 1530 ein Studium der Arzneikunde aufnahm. In Frage kommen hier die Universitäten Wien, Krakau, Prag, Leipzig, Erfurt und Heidelberg. Kyrs Name erscheint Oktober/November 1533 in den Akten der Medizinischen Fakultät in Wien als Paulus Chyrrer Coronensis, wo er zum Magister graduierte. Wenige Monate später erlangte er am 14. April 1534 an der Universität in Ferrara den Doktorgrad. Es ist nicht genau belegt, wo er die damals üblichen vier bis fünf Jahre bis zum Magister studiert hat, möglicherweise auch in Padua.
Kurze Zeit nach der Erlangung des medizinischen Doktorgrades in Ferrara kehrte Paulus Kyr nach Kronstadt zurück, wo ihm noch 1534 das Amt des Stadtphysikus übertragen wurde. Ein Jahr später wurde er zum Ratsherrn (Mitglied der Hundertmannschaft / centumviri ) gewählt. Er führte auch die Aufsicht über die Kronstädter Stadtapotheke (1512 erstmals urkundlich erwähnt) sowie über die Bader, Barbier-Chirurgen und Hebammen und genoss als Arzt einen guten Ruf über die Stadtgrenzen hinaus bei hochgestellten siebenbürgischen Geistlichen, Adligen und Fürsten und bis zu den Herrschern der benachbarten rumänischen Fürstentümer. Über seine Ehe und Familie ist wenig überliefert. Es wird angenommen, dass Job Kyr Coronensis und Ezechiel Kyr Coronensis, die 1554 bzw. 1559 in den Matrikeln der Kronstädter Gymnasiums vermerkt sind, seine Söhne waren.
1551 hatte Paulus Kyr ein sehr fortschrittliches Gesundheitslehrbuch für das Kronstädter Gymnasium auf Neulatein (eines der ersten zu der Zeit) verfasst, das die Studenten lehren sollte, sich „mit größter Anstrengung zu bemühen, die Vernunft ihrer Lebensweise und Unversehrtheit ihres Lebens zu bewahren“. In den Jahren zuvor hatten die beiden Reformatoren, Johannes Honterus und Valentin Wagner (ca. 1510–1557) eine Schulreform für das Kronstädter Gymnasium angestoßen, die das Erscheinen dieses Gesundheitslehrbuchs wünschenswert machte. Kyrs Buch Sanitatis Studium ist heute eine bibliophile Rarität. Ein Exemplar davon befindet sich, gemeinsam mit dem Ehrendiplom der Universität Wien für den Siebenbürger Medizinhistoriker Eduard Gusbeth, in der Dokumentarbibliothek der Schwarzen Kirche in Kronstadt. Der Kronstädter Medizinhistoriker Arnold Huttmann schlug 1972 vor, das lateinische Werk in moderne Sprachen zu übersetzen. Einige Teile des Buches waren bereits 1962 und 1984 in ungarischer Übersetzung publiziert worden, eine vollständige, kommentierte und ins Deutsche, Rumänische und Ungarische übersetzte Ausgabe erschien von Robert Offner herausgegeben 2010.
Paulus Kyr starb im Juni 1588 in Weißenburg, vermutlich am Fürstenhof, wohin er während der Pestepidemie bestellt wurde. Er erreichte ein für die damalige Zeit recht hohes Alter.

### Konsilien
Das große Ansehen in Siebenbürgen und in den beiden Donaufürstentümern, das Kyr genoss, führte dazu, dass er mehrfach zu Konsilien gerufen wurde. Über Konsilien zu den Großen seiner Zeit haben sich insgesamt 29 Nachrichten erhalten. Er wurde allein viermal in die Moldau berufen und behandelte hier die Fürsten Petru Rareş, Alexandru Lăpușneanu sowie Iancu Sasul. Insgesamt achtmal wurde er in die Walachei zu den Fürsten Petru cel Tânǎr, Alexandru II. Mircea, Mihnea Turcitul und Petru Cercel geholt. Fünfmal wurde er nach Weißenburg gerufen. So etwa gemeinsam mit Gregorius Barbitonsor als Ende 1541 der siebenbürgische Bischof János Statileo (1528–1542) erkrankte (Hierbei übergab Kyr im Auftrag seines Paten Honterus, ein Exemplar von dessen „Kosmographie“ an den Dompropst und Gelehrten Antonius Verantius).

## Werk
- Paulus Kyr medicus: Sanitatis studium ad imitationem aphorismorum compositum. Item. Alimentorum vires breviter et ordine Alphabetico positae. [„Das Studium der Gesundheit zusammengestellt zur Interpretation der medizinischen Aphorismen und auch der Kraft der Lebensmittel, kurz und in alphabetischer Reihenfolge“]. Impressum in inclyta Transylvaniae Corona [Druckerei von Johannes Honterus], 1551.

Der Inhalt von Kyrs Gesundheitsbuch:
- Vorwort
- Die nicht natürlichen Verrichtungen und Einflüsse
  - Von der Luft
  - Von Speise und Trank
  - Von Bewegung und Ruhe
  - Vom Schlafen und Wachen
  - Von Ausleerung und Anfüllung
  - Von den Gemütsverfassungen
- Kräfte und Wirkungen der Nahrungsmittel, kurz zusammengefasst und alphabetisch geordnet
- Verzeichnis der Lebensmittel